# Синцов, Глеб Владимирович
Глеб Владимирович Синцов (28 августа 1975 г., Пенза, Пензенская область, РСФСР, СССР) — российский ученый-правовед, специалист в области конституционного права, общественный деятель. Доктор юридических наук (2009 г.), профессор (2013 г.). Почетный работник сферы образования Российской Федерации (2018 г.). Проректор по международной деятельности — директор Института международного сотрудничества Пензенского государственного университета (с 2019 г.). Председатель Пензенского регионального отделения Общероссийской общественной организации «Ассоциация юристов России» (с 2010 г.). Заслуженный юрист Пензенской области (2013 г.). Заслуженный деятель науки Пензенской области (2023 г.).

## Биография
Обучался в средней общеобразовательной школе № 1 (1982—1985 гг.), средней общеобразовательной школе № 4 (1985—1992 гг.).
В 1997 г. окончил факультет иностранных языков ГОУ ВПО «Пензенский государственный педагогический университет имени В. Г. Белинского», специальность «Английский и немецкий языки»; в 2000 г. — факультет дополнительного образования ГОУ ВПО «Пензенский государственный университет», специальность «Юриспруденция».
С 1997 по 2003 гг. работал помощником юриста, юристом-консультантом, начальником юридического отдела, заместителем генерального директора по правовым вопросам в различных организациях г. Пензы.
С 2003 по 2009 гг. — старший преподаватель, доцент, профессор, заведующий кафедрой «Гражданское право и гражданский процесс» в ГОУ ВПО «Пензенский государственный педагогический университет имени В. Г. Белинского».
В период с 2005 по 2010 гг. — адвокат Адвокатской палаты Пензенской области (Адвокатский кабинет Г. В. Синцова).
С 2009 по 2019 гг. — заведующий кафедрой «Частное и публичное право» юридического факультета ФГБОУ ВО «Пензенский государственный университет».
С 2019 г. — проректор по международной деятельности — директор Института международного сотрудничества, профессор кафедры «Частное и публичное право» Юридического института ФГБОУ ВО «Пензенский государственный университет». Член Совета ректоров вузов Пензенской области — председатель комиссии по координации международной деятельности вузов, член комиссии по стратегическому планированию и целевым программам при Ученом совете ФГБОУ ВО «Пензенский государственный университет» (с 2019 г.).

## Научная деятельность
С 2000 по 2003 гг. проходил обучение в аспирантуре ГОУ ВПО «Пензенский государственный педагогический университет имени В. Г. Белинского», специальность 12.00.02 — конституционное право; муниципальное право.
В 2003 г. защитил диссертацию на соискание ученой степени кандидата юридических наук на тему «Конституционно-правовой институт референдума Российской Федерации и субъектов Российской Федерации» в ГОУ ВПО «Московская государственная юридическая академия» (г. Москва); в 2009 г. — диссертацию на соискание ученой степени доктора юридических наук на тему «Современные конституционно-правовые модели института референдума в зарубежных странах» в ГОУ ВПО «Российский государственный торгово-экономический университет» (г. Москва).
Член диссертационных советов по защите кандидатских и докторских диссертаций при АНО ВПО «Московский гуманитарный университет» (г. Москва, 2010—2015 гг.); ФГБУН «Институт государства и права Российской академии наук» (г. Москва, с 2011—2018 гг.); ФГБОУ ВО «Пензенский государственный университет» (г. Пенза, с 2015—2021 гг.).
Председатель диссертационного совета 24.2.357.07 по защите кандидатских и докторских диссертаций при ФГБОУ ВО «Пензенский государственный университет». Утвержден приказом Минобрнауки России № 1346/нк от 27.06.2023 г. Специальности: 5.1.1. Теоретико-исторические правовые науки (юридические науки); 5.1.2. Публично-правовые (государственно-правовые) науки (юридические науки).
Подготовил 18 кандидатов юридических наук.
Область научных интересов: конституционное право (права человека, избирательное право, проблемы становления и развития института референдума в России и за рубежом); отдельные аспекты гражданского права. Занимается разработкой проблем национальной безопасности, молодёжного и религиозного экстремизма в России.
Организатор ряда региональных, всероссийских и международных конференций в области права (с 2005 г.).
Председатель жюри регионального этапа Всероссийской олимпиады школьников по праву (2020 — 2024 гг.)
Эксперт ФГБНУ НИИ «Научно-исследовательский институт — Республиканский исследовательский научно-консультационный центр экспертизы», зарегистрирован в Федеральном реестре экспертов научно-технической сферы (г. Москва, с 2017 г.).
Многократный лауреат и победитель региональных, всероссийских и международных конкурсов в области права (с 2005 г.).
Награждён научной стипендией Губернатора Пензенской области за научные исследования и выдающийся вклад в развитие отечественной науки (2011 г.)
Победитель Конкурса «Ученый года — 2017» Пензенской области в номинации «Гуманитарные и общественные науки» (2018 г.)
Лауреат X Премии «Юрист года — 2019» Пензенской области (2019 г.)
Победитель Конкурса «Золотые Имена Высшей Школы» в номинации «За подготовку научных и педагогических кадров», внесен в Книгу Почета преподавателей вузов Российской Федерации «Золотые Имена Высшей Школы» (г. Москва, 2019 г.)

## Общественная деятельность
26 сентября 2005 года учредил Пензенскую региональную общественную организацию «Союз юристов Пензенской области», объединившей практиков и теоретиков Пензенского края в области права. Дважды избирался её председателем (2008—2010 гг.).
28 апреля 2010 г. выступил учредителем Пензенского регионального отделения Общероссийской общественной организации «Ассоциация юристов России», которое со временем стало одной из самых многочисленных и авторитетных общественных организаций в Пензенской области, объединяющей юристов-практиков, учёных, государственных, общественных деятелей, представителей бизнеса и молодых юристов. Реализовал ряд успешных проектов, получивших региональное и всероссийское признание. Является её председателем с момента создания.
Член Центрального Совета (г. Москва), Окружного совета в Приволжском федеральном округе (г. Ульяновск) Общероссийской общественной организации «Ассоциация юристов России» (с 2011 г.).
Член Приемной Президента Российской Федерации в Пензенской области (2011—2016 гг.).
Неоднократно избирался членом Общественной палаты Пензенской области: второго (2009—2011 гг.), третьего (2011—2014 гг.), четвёртого (2014—2017 гг.), шестого (2020-2023 гг.), седьмого (2023—2026 гг.) созывов. Член комиссии Общественной палаты по вопросам совершенствования законодательства и общественному контролю за деятельностью правоохранительных органов (2009—2011 гг.); председатель комиссии Общественной палаты по общественному контролю за деятельностью и реформированием правоохранительных органов судебно-правовой системы (2011—2014 гг.); заместитель секретаря Общественной палаты Пензенской области — председатель комиссии по безопасности, взаимодействию с правоохранительными органами, защите прав граждан (2014—2017 гг.).
Член Номинационной комиссии «Правовое просвещение» Высшей юридической премии «Юрист года» (г. Москва, с 2012 г.).
Член Научно-консультативного совета IV состава Общественной палаты Российской Федерации по оказанию поддержки при подготовке экспертных заключений, а также проекта ежегодного доклада о состоянии гражданского общества в Российской Федерации (г. Москва, 2012—2014 гг.).
Член экзаменационной комиссии Пензенской области по приему квалификационного экзамена на должность судьи (2012—2016 гг.).
Федеральный координатор (г. Москва, 2012—2017 гг.), член Центрального Совета Общероссийского общественного движения "Корпус «За чистые выборы» (г. Москва, 2015—2018 гг.).
Председатель Совета при Губернаторе Пензенской области по противодействию «бытовой» коррупции (2013—2015 гг.).
Помощник члена Комитета Совета Федерации Федерального Собрания Российской Федерации (апрель 2013 г. — апрель 2014 г. — член Комитета СФ по конституционному законодательству, правовым и судебным вопросам, развитию гражданского общества, апрель 2014 г. — сентябрь 2015 г. — член Комитета СФ по конституционному законодательству и государственному строительству) (2013—2015 гг.).
Трижды избирался членом Общественного совета при УМВД России по Пензенской области: заместителем председателя (2013—2016 гг.), председателем (2016—2019 гг.), заместителем председателя — председателем комиссии по профилактике правонарушений и преступлений среди несовершеннолетних (2019—2022 гг.).
Помощник председателя Комитета Совета Федерации Федерального Собрания Российской Федерации по федеративному устройству, региональной политике, местному самоуправлению и делам Севера О. В. Мельниченко (2017—2021 гг.).
Председатель Совета при Губернаторе Пензенской области по развитию гражданского общества (2021—2022 гг.).
Член Экспертного совета по выработке информационной политики в сфере противодействия идеологии терроризма на территории Пензенской области (с 2018 г.).
Член Совета по межнациональным и межконфессиональным отношениям при Правительстве Пензенской области (с 2020 г.).
Член квалификационной коллегии судей Пензенской области (2016—2020, 2020—2024, 2024—2028 гг.)

## Наиболее значимые проекты
Инициатор ряда проектов в сфере развития науки, образования, законности, правопорядка и безопасности, получивших региональное и всероссийское признание:
- Волонтерский проект «Оказание бесплатной правовой помощи социально незащищенным слоям населения Пензенской области» (2005—2017 гг.)[33][34][35];
- Сеть центров оказания бесплатной правовой помощи (2005—2018 гг.)[36][37];
- Образовательный проект «Национальная безопасность Российской Федерации: внешние и внутренние угрозы» (с 2009 г.)[38][39][40][41];
- Молодёжный юридический проект «Совет молодых юристов» (с 2010 г.)[42][43];
- Международный молодёжный юридический форум «Экстремизму — отпор!» (с 2012 г.)[44][45];
- Образовательный проект «Школа права — Academia Legis» (с 2012 г.)[46][47][48][49];
- Молодёжный форум ПФО «Выбор молодежи — интернет без терроризма» (с 2013 г.)[50][51];
- Учреждение премий (почетных знаков) имени В. А. Волжина и М. Г. Акимова (с 2016 г.)[52];
- Учреждение почетных Георгиевских знаков (трех степеней) «За веру и Отечество» (с 2022 г.)[53]

Руководитель благотворительного проекта «Молодые юристы — молодым!» для детей с физическими недостатками и молодых инвалидов https://www.youtube.com/watch?v=3bzrKmyuT_8 (с 2010 г.)
Организатор / координатор научно-просветительского проекта «Юридическая энциклопедия Пензенской области. История становления пензенской юридической школы» (с 2014 г.)

## Научные публикации
Автор более 450 научных публикаций: в ведущих научных рецензируемых журналах, индексируемых в БД Scopus и WoS, включённых в Перечень Высшей аттестационной комиссии (ВАК) при Министерстве науки и высшего образования Российской Федерации, учебных и учебно-методических пособий, монографий (в том числе коллективных).

## Почетные звания
- Почетное звание «Почётный работник сферы образования Российской Федерации» (2018 г.)[60];
- Почетное звание Пензенской области «Заслуженный юрист Пензенской области» (2013 г.)[61];
- Почетное звание Пензенской области «Заслуженный деятель науки Пензенской области» (2023 г.)

## Награды
- Благодарности Председателя Комитета Государственной Думы Российской Федерации по гражданскому, уголовному, арбитражному и процессуальному законодательству П.В. Крашенинникова (2012, 2019 гг.);
- Почетная грамота Министерства образования и науки Российской Федерации (2013 г.);
- Памятный знак «За заслуги в развитии города Пензы» (2014 г.)[62];
- Почетная грамота Министерства юстиции Российской Федерации (2014 г.);
- Почетная грамота Адвокатской палаты Российской Федерации (2015 г.);
- Диплом Председателя Комитета по образованию Государственной Думы Федерального Собрания Российской Федерации В. А. Никонова (2016 г.);
- Почетная грамота Министерства внутренних дел Российской Федерации (2017 г.)[63];
- Почетная грамота Судебного департамента при Верховном Суде Российской Федерации (2017 г.)[64];
- Медаль «За созидание во благо Пензы» (2018 г.)[65];
- Нагрудный знак «Почетный адвокат Пензенской области», занесен в Книгу Почета Адвокатской палаты Пензенской области (2019 г.);
- Благодарность Председателя Совета Федерации Федерального Собрания Российской Федерации В. И. Матвиенко (2019 г.)[66];
- Медали ордена  «За заслуги перед Пензенской областью» (I, II степени) (2021, 2023 гг.);
- Нагрудный знак Министерства образования и науки РФ «Почетный наставник» (2021 г.)[67];
- Почетный знак Губернатора Пензенской области «Во славу земли Пензенской» (2022 г.)[68]

## Увлечения
Боевые искусства, силовые виды спорта (с 1985 г.). Основатель спортивно-образовательного проекта «Школа самозащиты и противодействия нападению в городских условиях» (с 2014 г.) Председатель организационного комитета Международного Георгиевского фестиваля боевых искусств «За Веру и Отечество» https://www.youtube.com/watch?v=7YXgdMlfvtI (с 2015 г.).